# Saint-Benoît-des-Ondes
Saint-Benoît-des-Ondes település Franciaországban, Ille-et-Vilaine megyében. Lakosainak száma 966 fő (2022. január 1.). Saint-Benoît-des-Ondes Saint-Méloir-des-Ondes, La Gouesnière, La Fresnais és Hirel községekkel határos.

## Népesség
A település népessége az elmúlt években az alábbi módon változott:
| Lakosok száma | 556  | 612  | 775  | 1103 | 1049 | 1020 | 994  | 975  | 972  | 966  |
|               | 1968 | 1982 | 1990 | 2006 | 2013 | 2015 | 2017 | 2019 | 2020 | 2022 |